# Droit pénal spécial en Suisse
Le droit pénal spécial est la partie du droit pénal qui prévoit les différentes infractions et leurs peines correspondantes.

## Catalogue

### Infractions contre la vie et l'intégrité corporelle
- Meurtre (article 111 CP)
- Assassinat (article 112 CP)
- Meurtre passionnel (article 113 CP)
- Meurtre sur demande de la victime (article 114 CP)
- Incitation et assistance au suicide (article 115 CP)
- Infanticide (article 116 CP)
- Homicide par négligence (article 117 CP)
- Interruption de grossesse punissable (article 118 CP)
- Omission de prêter secours (article 128 CP)

### Infractions contre le patrimoine
- Appropriation illégitime (article 137 CP)
- Abus de confiance (article 138 CP)
- Vol (article 139 CP)
- Dommage à la propriété (article 144 CP)
- Escroquerie (article 146 CP)
- Filouterie d'auberge (article 149 CP)
- Gestion déloyale (article 158 CP)

Les infractions contre le patrimoine sont généralement des délits ou crimes poursuivis d'office. Si l'élément est de faible valeur, fixée par la jurisprudence à 300 francs, c'est une contravention poursuivie sur plainte (article 172ter CP).

### Infractions contre l'honneur et contre le domaine secret ou le domaine privé
- Diffamation (article 173 CP)
- Calomnie (article 174 CP)
- Injure (article 177 CP)

### Infractions contre la liberté
- Menace (article 180 CP)
- Contrainte (article 181 CP)
- Violation de domicile (article 186 CP)

### Infractions contre l'intégrité sexuelle
- Viol (article 190 CP)
- Harcèlement sexuel (article 198 CP)

### Crimes ou délits créant un danger collectif
- Incendie intentionnel (article 221 CP)

### Faux dans les titres
- Faux (article 251 CP)

### Génocide et crimes contre l'humanité
- Génocide (article 264 CP)
- Crime contre l'humanité (article 264a CP)

### Infractions contre l'autorité publique
- Violence ou menace contre les autorités et les fonctionnaires (article 285 CP)
- Empêchement d’accomplir un acte officiel (article 286 CP)

### Crimes ou délits contre l'administration de la justice
- Blanchiment d'argent (article 305 CP)

### Infractions contre les devoirs de fonction et les devoirs professionnels
- Abus d'autorité (article 312 CP)

### Corruption
- Corruption active ou passive (article 322ter et 322quater CP)

### Bases légales
- Code pénal suisse (CP) du 21 décembre 1937 (état le 1er juillet 2020), RS 311.0.